# Joachim Fontheim
Joachim Fontheim (* 3. Mai 1922 in Leipzig; † 8. Mai 2007 in Krefeld) war ein deutscher Schauspieler, Regisseur und Theaterintendant.

## Leben
Fontheim war 1955 bis 1959 als Schauspieler an den Vereinigten Städtischen Bühnen Krefeld Mönchengladbach engagiert, trat parallel dazu 1956 in Der Hexer auf. Anschließend ging er als Oberspielleiter nach Essen, führte 1963 auch Regie in der Fernsehinszenierung des Theaterstücks Die Laokoon-Gruppe von Tadeusz Różewicz. 1966 inszenierte Fontheim  auch in Frankfurt am Main. Von 1966 bis 1985 war er langjähriger Generalintendant an den Vereinigten Städtischen Bühnen Krefeld Mönchengladbach. Weiterhin leitete er 1979 bis 1988 die Kreuzgangspiele Feuchtwangen. 
Sein Sohn Matthias Fontheim ist ebenfalls als Intendant tätig.

## Joachim-Fontheim-Förderpreis
Fontheim war schon als Intendant für den künstlerischen Nachwuchs engagiert und  stiftete in seinem Erbe den seit 2010 in Krefeld verliehenen Joachim-Fontheim-Förderpreis für junge Talente. Preisträger waren 2010 Anne Später, 2012 Helen-Elisabeth Wendt,, 2014 Andreas Fellner, 2016 an Amelie Müller, 2018 an Alessandro Borghesani und 2020 an Vera Maria Schmidt.